# Tribute in Light

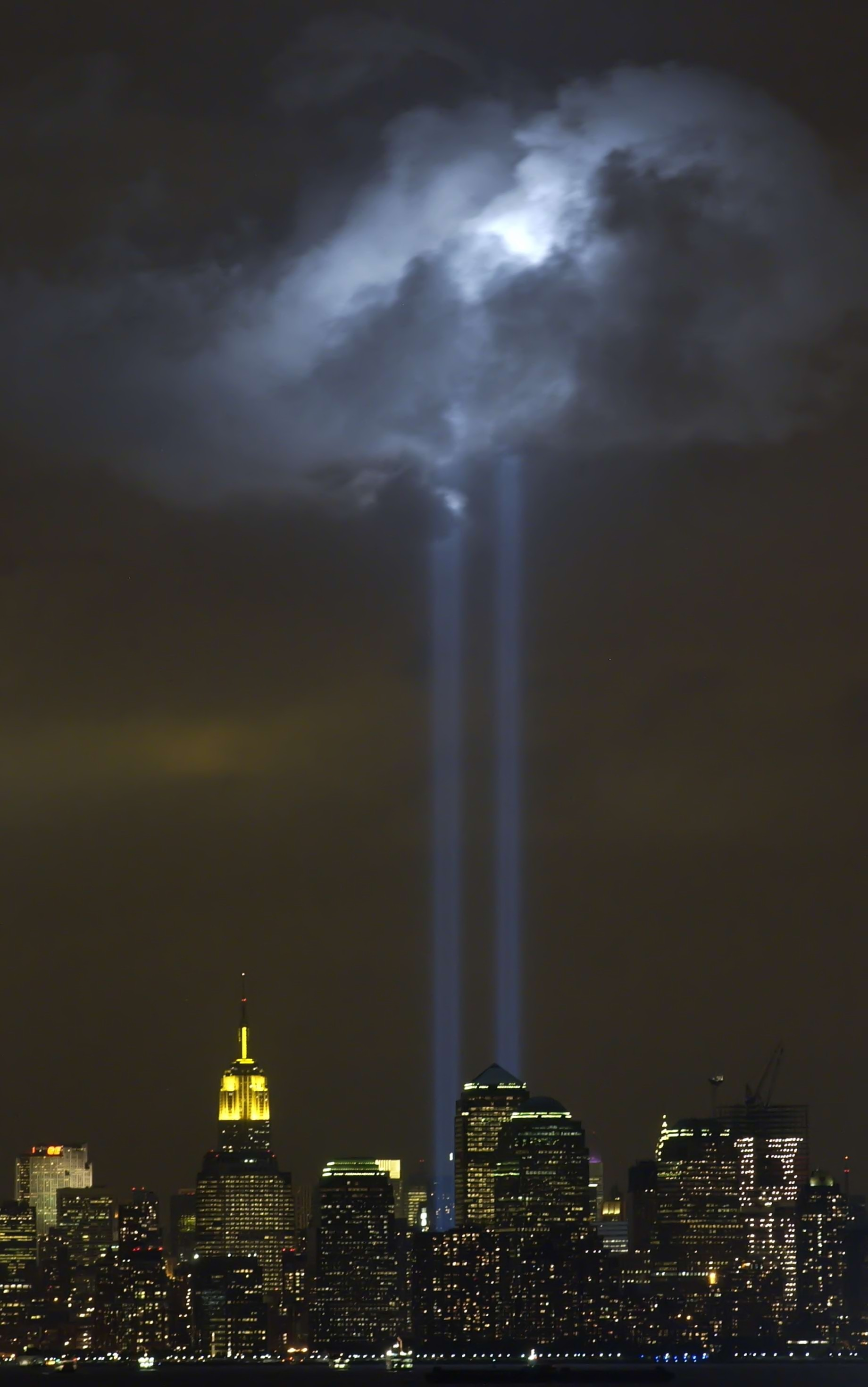
Ljuskäglor från Tribute in Light mot nattmolnen över New York City

Tribute in Light var en manifestation i New York som högtidlighöll minnet av de omkomna i 11 september-attackerna mot World Trade Center. Projektet, som ägde rum den 11 mars till och med 13 april 2002 – sex månader efter attacken – organiserades av Municipal Art Society. En initiativtagare var arkitekten Richard Nash Gould, utbildad vid Yale. Andra medverkande var John Bennett, Gustavo Bonevardi, Julian LeVerdiere, Paul Marantz, Paul Myoda samt Weiss/Manfredi.